# 並木 (つくば市)

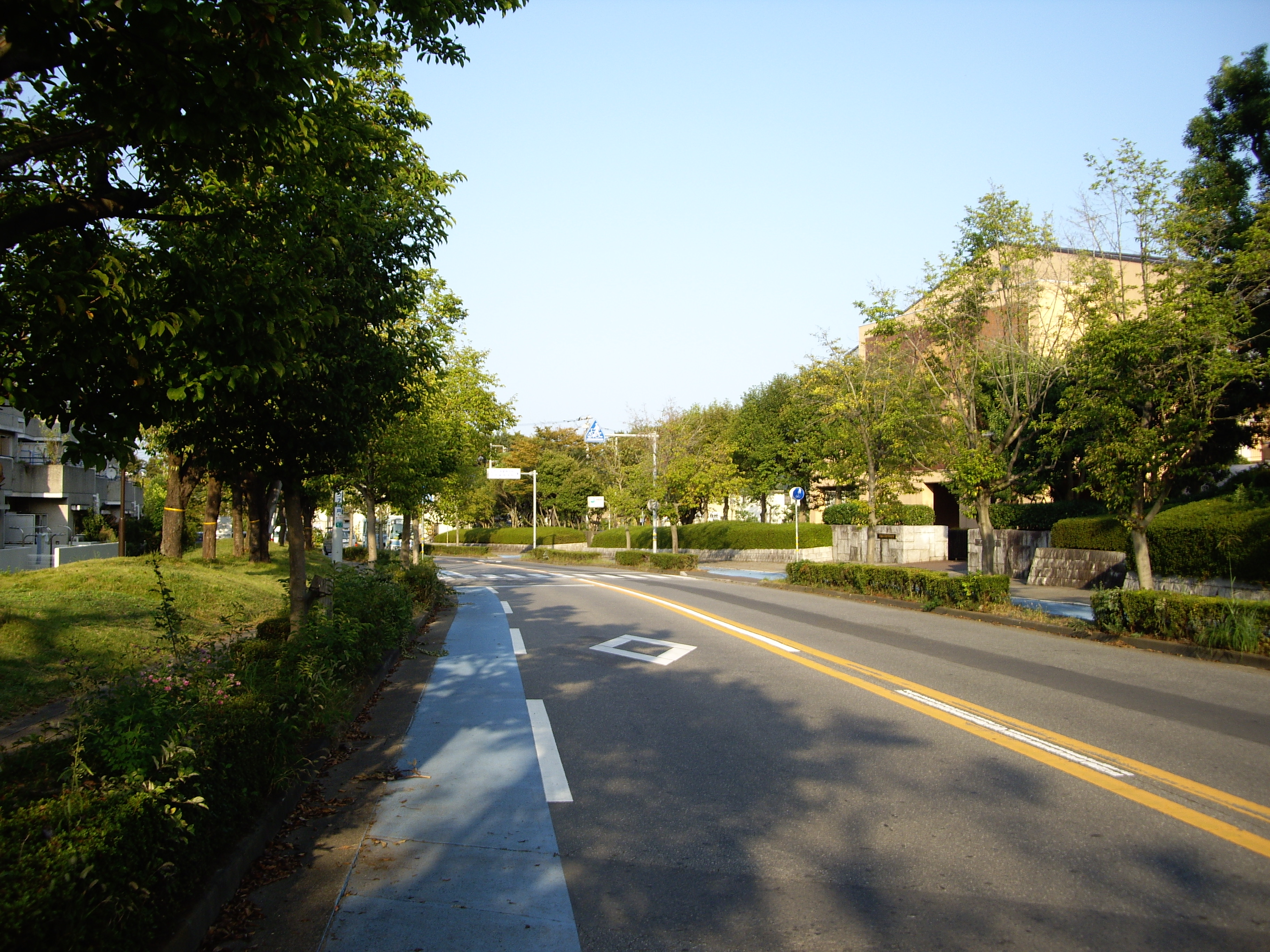
並木四丁目(1)

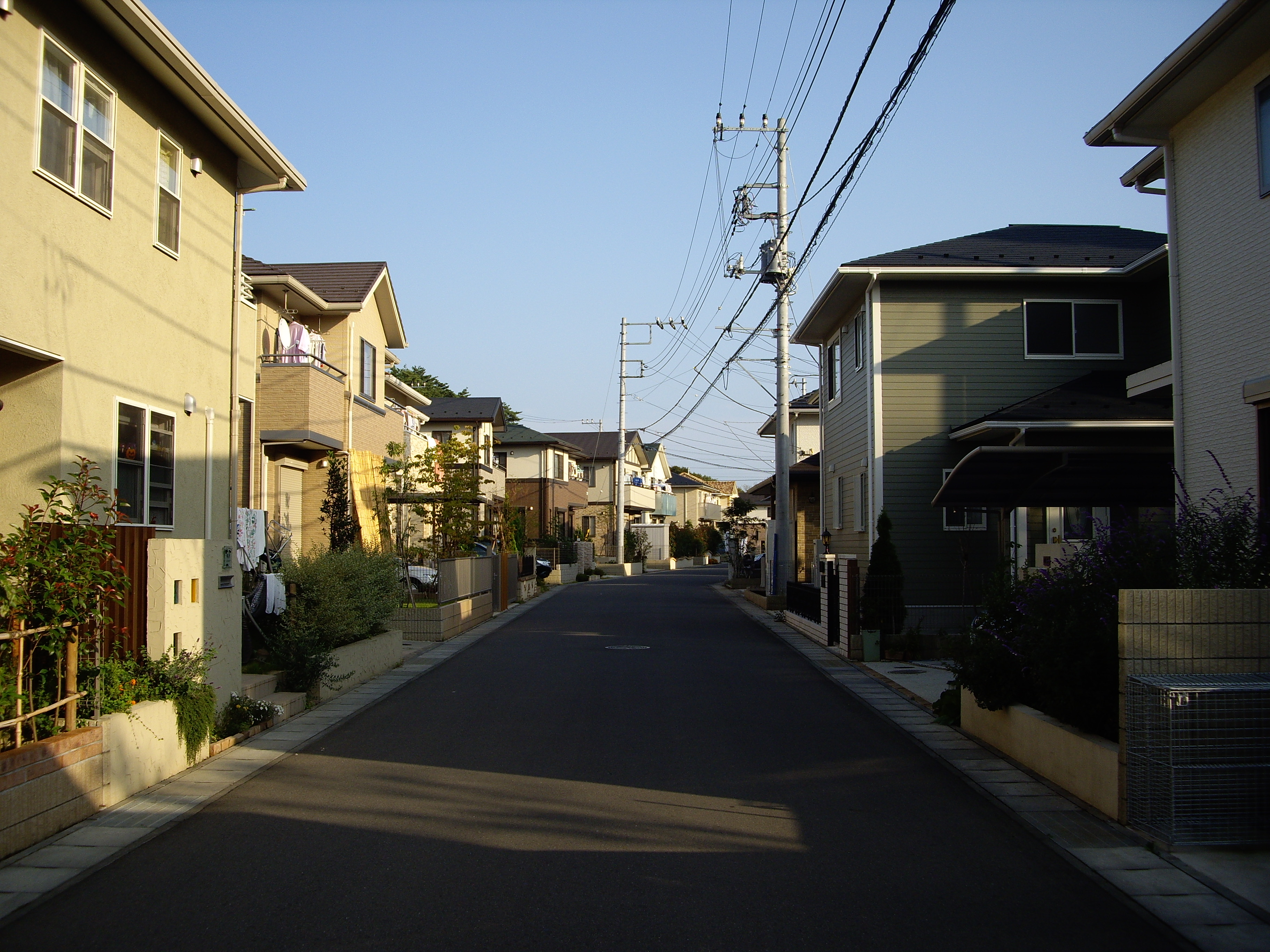
並木四丁目(2)

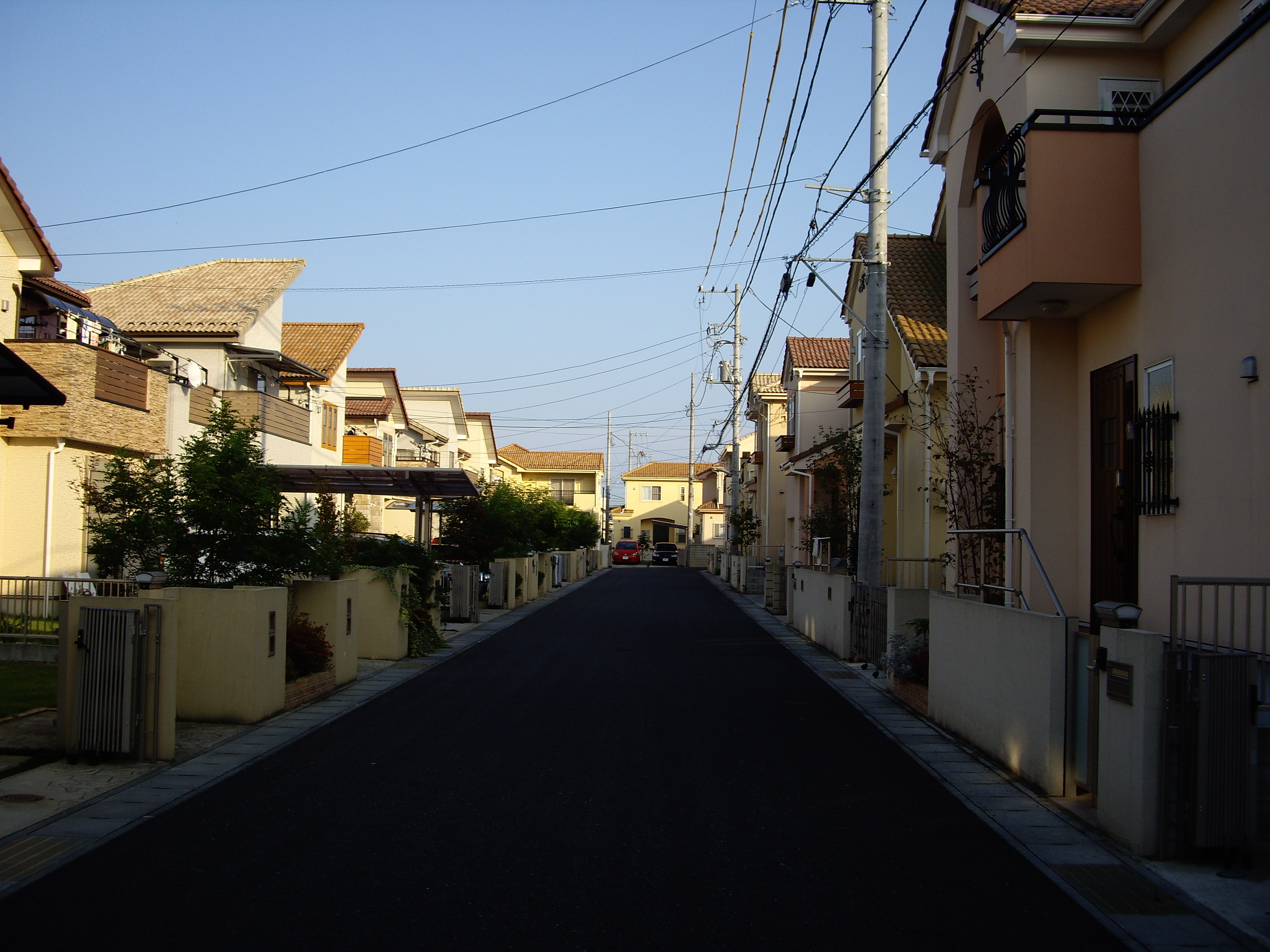
並木三丁目

並木（なみき）は、茨城県つくば市の町名である。
現行行政地名は並木一丁目から並木四丁目。郵便番号は305-0044。

## 地理
つくば市の東部に位置し、筑波研究学園都市研究学園地区南部に位置する。一丁目は全域が研究施設、二丁目～四丁目は公務員宿舎(半分以上が現在解体された。)や住宅街となっている。また、四丁目には松永安光・近代建築研究所によって設計された桜南児童館がある。
一丁目には物質・材料研究機構、機械技術研究所、二丁目には市立並木小学校、並木公園、三丁目には市立並木中学校、四丁目にはつくば市役所並木出張所、桜並木郵便局、県立並木中等教育学校（県立並木高等学校）がある。
東は大角豆（ささぎ）、西は梅園・東・千現、南は下広岡、北は倉掛と接している。

### 地価
住宅地の地価は、2014年（平成26年）1月1日の公示地価によれば並木2丁目1番3の地点で8万8300円/m2となっている。

## 歴史

### 沿革
- 1977年（昭和52年）　新治郡桜村並木二 - 四丁目を新設。
- 1978年（昭和53年）　新治郡桜村並木一丁目を新設。
- 1987年（昭和62年）　桜村が筑波郡大穂町、谷田部町、豊里町と合併、市制施行により、つくば市並木一丁目 - 四丁目となる。

## 町名の変遷
| 実施後     | 実施年月日                 | 実施前（各大字ともその一部）                                                                                   |
| ---------- | -------------------------- | --- |
| 並木一丁目 | 1978年（昭和53年）2月10日  | 大字大角豆字京塚・字宮前・字三本松・字境山・字ミノワ・字並木・字岡山                                           |
| 並木一丁目 | 1978年（昭和53年）12月26日 | 大字大角豆字並木・字岡山                                                                                       |
| 並木二丁目 | 1977年（昭和52年）10月18日 | 大字大角豆字島前・字八ノ久保                                                                                   |
| 並木二丁目 | 1978年（昭和53年）12月26日 | 大字大角豆字小谷ツ・字京塚・字並木・字岡山                                                                     |
| 並木二丁目 | 1984年（昭和59年）7月3日   | 大字大角豆字八ノ久保・字大久保・字山下・字中根・字小谷ツ・字三角原・字三角・字並木・字岡山                     |
| 並木三丁目 | 1977年（昭和52年）10月18日 | 大字大角豆字野口・字野口前・字地蔵堂・字中ノ内・字平代・字堀の内・字西タレ・字山下・字廻田・字柳町・字八の久保 |
| 並木三丁目 | 1984年（昭和59年）7月3日   | 大字大角豆字廻田・字廻り田・字野口前・字十三塚・字鹿島・字八ノ久保・字大久保                                   |
| 並木四丁目 | 1977年（昭和52年）10月18日 | 大字大角豆字廻田                                                                                               |
| 並木四丁目 | 1978年（昭和53年）12月26日 | 大字大角豆字並木・字名浜・字谷山                                                                               |
| 並木四丁目 | 1984年（昭和59年）7月3日   | 大字大角豆字廻田・字廻り田・字野口前・字十三塚・字鹿島・字八ノ久保・字大久保・字山下・字並木・字名兵・字岡山   |

## 世帯数と人口
2017年（平成29年）8月1日現在の世帯数と人口は以下の通りである。
| 丁目      | 世帯数    | 人口    |
| --------- | --------- | ------- |
| 並木2丁目 | 591世帯   | 1,785人 |
| 並木3丁目 | 822世帯   | 2,151人 |
| 並木4丁目 | 553世帯   | 1,459人 |
| 計        | 1,966世帯 | 5,395人 |

## 小・中学校の学区
市立小・中学校に通う場合、学区は以下の通りとなる。
| 丁目   | 番地                              | 小学校     | 中学校     |
| ------ | --------------------------------- | ---------- | ---------- |
| 一丁目 | 全域                              | 並木小学校 | 並木中学校 |
| 二丁目 | 全域                              | 並木小学校 | 並木中学校 |
| 三丁目 | 2番地 - 5番地の500棟台及び600棟台 | 並木小学校 | 並木中学校 |
| 三丁目 | 10番地 - 26番地及び700棟台        | 桜南小学校 | 並木中学校 |
| 四丁目 | 400棟台                           | 並木小学校 | 並木中学校 |
| 四丁目 | 12 - 17番地800棟台及び900棟台     | 桜南小学校 | 並木中学校 |

## 施設
- 物質・材料研究機構
- 機械技術研究所
- 桜南保育所
- 並木幼稚園
- 桜南幼稚園
- つくば市立並木小学校
- つくば市立並木中学校
- 茨城県立並木高等学校（茨城県立並木中等教育学校）
- 桜南児童館
- 並木公園
- 並木ショッピングセンター
  - TAIRAYA並木店
  - 桜並木郵便局
  - 筑波銀行学園並木支店
  - 並木保育所
  - 並木交流センター
    - つくば市役所並木出張所
    - 並木児童館